# 里韦洛
里韦洛（義大利語：Rivello），是意大利波坦察省的一个市镇。总面积68平方公里，人口2869人，人口密度42.2人/平方公里（2009年）。ISTAT代码为076068。